# Horacy (bohater Hamleta)
Horacy – postać fikcyjna ze sztuki „Hamlet” Williama Szekspira, filozof z Wittenbergi, przyjaciel księcia.
Niewiele wiemy o jego przeszłości, pochodzeniu i pełnionej funkcji. Słowa wypowiedziane przez Horacego w reakcji na otrzymany przezeń list (Nie wiem, kto by mógł, spośród całej rzeszy tego świata, pisać do mnie, jeżeli nie Hamlet; 4,6) mogą wskazywać na to, że ten prawdopodobnie nie ma żyjących krewnych lub nie utrzymuje z nimi żadnego kontaktu. Hamlet w jednym z monologów (3,2) wspomina, że Horacy wiele cierpiąc, takim był zawsze, jakby nic nie cierpiał i że ten nic nie ma, krom rześkości ducha, ku wyżywieniu się i ku okryciu. Są to jednak jedyne wzmianki na temat jego historii w całym dramacie.
Horacy poznał Hamleta na uniwersytecie witenberdzkim, gdzie wraz z księciem odbywał służbę wojskową. Przybył na królewski dwór niedługo po śmierci ojca swego przyjaciela. Przez cały dramat jest jedyną osobą, z którą Hamlet otwarcie, szczerze dzieli się swoimi planami zemsty. Jest prawdopodobnie pierwszą osobą, która spotyka Hamleta po jego powrocie z Anglii; obaj są świadkami pogrzebu Ofelii. Przed pojedynkiem, w którym Hamlet zostaje zabity przez Laertesa, Horacy próbuje powstrzymać księcia przed walką, wiedząc, że ten nie wygra zakładu z szermierzem. Jest świadkiem śmierci swego przyjaciela i próbuje popełnić samobójstwo, ale umierający Hamlet powstrzymuje go od tego. Książę, na chwilę przed śmiercią, prosi Horacego, by opowiedział wszystkim prawdę o całej historii i poparł w jego imieniu Fortynbrasa.
Horacy jest przeciwieństwem Hamleta. Łączy ich idealizm, jednak Horacy nie jest tak wrażliwy jak książę. Podchodzi do życia ze stoickim spokojem, jest opanowany i rzadko okazuje gwałtowne emocje; jedynym wyjątkiem od tej reguły jest scena, w której próbuje wypić zatrute wino. Budzi szacunek na dworze (dworzanie proszą go, by porozmawiał z Duchem, król każe mu opiekować się oszalałą Ofelią), jednak nie znamy funkcji, jaką tu pełnił. Jest bardzo oddany Hamletowi; czule się do niego zwraca i wspiera go w realizacji jego planów. 